# Hannoverscher Sportverein von 1896 1989-1990
Questa voce raccoglie le informazioni riguardanti l'Hannoverscher Sportverein von 1896 nelle competizioni ufficiali della stagione 1989-1990.

## Stagione
Nella stagione 1989-1990 l'Hannover, allenato da Slobodan Čendić, Bernd Laube e Michael Krüger, concluse il campionato di 2. Bundesliga al 8º posto. In Coppa di Germania l'Hannover fu eliminato al primo turno dal Borussia M'gladbach.

## Rosa
| N. |                        | Ruolo | Calciatore       |
| -- | ---------------------- | ----- | ---------------- |
|    | Germania (bandiera)    | P     | Andreas Nagel    |
|    | Germania (bandiera)    | P     | Jörg Sievers     |
|    | Germania (bandiera)    | D     | Karlheinz Geils  |
|    | Germania (bandiera)    | D     | Bernd Heemsoth   |
|    | Germania (bandiera)    | D     | Bastian Hellberg |
|    | Germania (bandiera)    | D     | Michael Köpper   |
|    | Germania (bandiera)    | D     | Mathias Kuhlmey  |
|    | Tunisia (bandiera)     | D     | Nabil Maâloul    |
|    | Inghilterra (bandiera) | D     | Neale Marmon     |
|    | Germania (bandiera)    | D     | Axel Sundermann  |
|    | Polonia (bandiera)     | D     | Roman Wójcicki   |
|    | Turchia (bandiera)     | C     | Hakan Biçici     |

| N. |                     | Ruolo | Calciatore             |
| -- | ------------------- | ----- | ---------------------- |
|    | Germania (bandiera) | C     | Bernd Dierßen          |
|    | Germania (bandiera) | C     | Martin Groth           |
|    | Germania (bandiera) | C     | Maximilian Heidenreich |
|    | Grecia (bandiera)   | C     | Christos Orkas         |
|    | Germania (bandiera) | C     | Frank Pagelsdorf       |
|    | Germania (bandiera) | C     | Jürgen Prange          |
|    | Germania (bandiera) | C     | Karsten Surmann        |
|    | Germania (bandiera) | A     | Uwe Eckel              |
|    | Germania (bandiera) | A     | Jochen Heisig          |
|    | Germania (bandiera) | A     | Peter Radojewski       |
|    | Germania (bandiera) | A     | Niclas Weiland         |
|    | Germania (bandiera) | A     | Matthias Zimmerling    |

## Organigramma societario
Area tecnica
- Allenatore: Michael Krüger
- Allenatore in seconda:
- Preparatore dei portieri:
- Preparatori atletici:

## Calciomercato

### Sessione estiva
| Acquisti | Acquisti               | Acquisti              | Acquisti |
| R.       | Nome                   | da                    | Modalità |
| -------- | ---------------------- | --------------------- | -------- |
| A        | Uwe Eckel              | Kaiserslautern        |          |
| D        | Bernd Heemsoth         | Oldenburg             |          |
| C        | Maximilian Heidenreich | Eintracht Francoforte |          |
| A        | Jochen Heisig          | Karlsruhe             |          |
| D        | Nabil Maâloul          | Espérance             |          |
| D        | Neale Marmon           | Osnabrück             |          |
| C        | Christos Orkas         | Preußen Münster       |          |
| A        | Peter Radojewski       | Fortuna Düsseldorf    |          |
| P        | Jörg Sievers           | Wolfsburg             |          |
| D        | Roman Wójcicki         | Homburg               |          |
| A        | Matthias Zimmerling    | Lokomotive Lipsia     |          |

| Cessioni | Cessioni               | Cessioni          | Cessioni |
| R.       | Nome                   | a                 | Modalità |
| -------- | ---------------------- | ----------------- | -------- |
| A        | Siegfried Reich        | Uerdingen 05      |          |
| C        | Detlev Dammeier        | Amburgo           |          |
| C        | Günter Drews           | Norimberga        |          |
| A        | Gregor Grillemeier     | Kickers Stoccarda |          |
| A        | Frank Hartmann         | TSV Wennigsen     |          |
| A        | Stefan Kohn            | Bochum            |          |
| A        | Andrzej Pałasz         | Bursaspor         |          |
| A        | Dieter Schatzschneider | Augusta           |          |
| D        | Peter Zanter           | Bochum            |          |
| D        | Thomas Zechel          | Waldhof Mannheim  |          |

### Sessione invernale
| Acquisti | Acquisti | Acquisti | Acquisti |
| R.       | Nome     | da       | Modalità |
| -------- | -------- | -------- | -------- |

| Cessioni | Cessioni | Cessioni | Cessioni |
| R.       | Nome     | a        | Modalità |
| -------- | -------- | -------- | -------- |

## Risultati

### 2. Bundesliga

#### Girone di andata
| Arbitro: | Tritschler |

|           |           |  |
| Holze 20’ | Marcatori |  |

| Arbitro: | Rubel |

|                       |           |  |
| Reich 27’ (rig.), 29’ | Marcatori |  |

| Arbitro: | Strigel |

|                         |           |  |
| Pförtner 26’ Yeboah 72’ | Marcatori |  |

| Arbitro: | Fröhlich |

|  |           |                                   |
|  | Marcatori | 38’ Fink 50’ Banach 63’ Emmerling |

| Arbitro: | Pauly |

|                      |           |           |
| Bolzek 4’ Hamann 61’ | Marcatori | 64’ Reich |

| Arbitro: | Föckler |

|  |           |                           |
|  | Marcatori | 4’ Rinke 40’ (rig.) Gries |

| Arbitro: | Amerell |

|  |           |            |
|  | Marcatori | 81’ Heisig |

| Arbitro: | Führer |

|            |           |           |
| Heisig 75’ | Marcatori | 83’ Kloss |

| Arbitro: | Kentsch |

|               |           |           |
| Schneider 36’ | Marcatori | 6’ Heisig |

| Arbitro: | Dardenne |

|                                               |           |           |
| Reich 29’, 68’, 71’ Heisig 42’ Pagelsdorf 76’ | Marcatori | 28’ Imhof |

| Arbitro: | Schmidt |

|                       |           |              |
| Tönnies 29’ Kober 35’ | Marcatori | 90’ Hellberg |

| Arbitro: | Matheis |

|                                                 |           |  |
| Pagelsdorf 44’ Geils 58’ Maâloul 80’ Heisig 80’ | Marcatori |  |

| Arbitro: | Wittke |

|                       |           |                      |
| Dierßen 29’ Reich 70’ | Marcatori | 62’, 82’ Anderbrügge |

| Arbitro: | Welz |

|                   |           |  |
| van der Pütten 1’ | Marcatori |  |

| Arbitro: | Blüthgen |

|                                    |           |  |
| Maâloul 18’ Reich 35’ Heemsoth 38’ | Marcatori |  |

| Arbitro: | Fux |

|            |           |           |
| Deffke 57’ | Marcatori | 35’ Reich |

| Hannover 11 novembre 1989, ore 15:00 CET 17ª giornata | Hannover 96 | 0 – 0 referto | Friburgo | Niedersachsenstadion (4 000 spett.)\| Arbitro: \| Gochermann \| |
| Arbitro:                                              | Gochermann  |               |          |                                                                 |

| Arbitro: | Aust |

|                  |           |                                            |
| Glöde 88’ (rig.) | Marcatori | 18’ Köpper 54’ Heisig 56’ Groth 66’ Prange |

| Arbitro: | Birlenbach |

|                                                  |           |          |
| Pagelsdorf 18’ (rig.), 83’ Heisig 28’ Köpper 37’ | Marcatori | 39’ Koch |

#### Girone di ritorno
| Arbitro: | Kentsch |

|                                                   |           |  |
| Radojewski 26’ Pagelsdorf 29’ (rig.) Heemsoth 90’ | Marcatori |  |

| Arbitro: | Bruch |

|                          |           |                |
| Schneider 65’ Trares 84’ | Marcatori | 25’ Radojewski |

| Hannover 9 dicembre 1989, ore 15:00 CET 22ª giornata | Hannover 96 | 0 – 0 referto | Saarbrücken | Niedersachsenstadion (8 800 spett.)\| Arbitro: \| Correll \| |
| Arbitro:                                             | Correll     |               |             |                                                              |

| Arbitro: | Berg |

|                              |           |  |
| Banach 43’, 56’ Hartmann 79’ | Marcatori |  |

| Arbitro: | Schmidt |

|           |           |             |
| Eckel 48’ | Marcatori | 76’ Brandts |

| Arbitro: | Amerell |

|                  |           |  |
| Kruse 78’ (rig.) | Marcatori |  |

| Arbitro: | Kraus |

|                        |           |          |
| Weiland 17’ Heisig 75’ | Marcatori | 29’ Koop |

| Arbitro: | Gangkofer |

|              |           |              |
| Lachmann 90’ | Marcatori | 25’ Wójcicki |

| Arbitro: | Birlenbach |

|             |           |             |
| Weiland 51’ | Marcatori | 57’ Konradi |

| Arbitro: | Werner |

|                            |           |                           |
| Schüler 45’, 80’ Imhof 85’ | Marcatori | 36’ Sundermann 88’ Biçici |

| Arbitro: | Domberg |

|                |           |                         |
| Eckel 72’, 80’ | Marcatori | 2’ Struckmann 52’ Kober |

| Arbitro: | Blüthgen |

|  |           |            |
|  | Marcatori | 36’ Heisig |

| Arbitro: | Kriegelstein |

|                |           |              |
| Sendscheid 23’ | Marcatori | 87’ Wójcicki |

| Arbitro: | Werner |

|             |           |  |
| Kuhlmey 36’ | Marcatori |  |

| Unterhaching 2 maggio 1990, ore 19:30 CEST 34ª giornata | Unterhaching | 0 – 0 referto | Hannover 96 | Sportpark Unterhaching (1 200 spett.)\| Arbitro: \| Matheis \| |
| Arbitro:                                                | Matheis      |               |             |                                                                |

| Arbitro: | Scheuerer |

|                               |           |  |
| Radojewski 12’ Zimmerling 80’ | Marcatori |  |

| Arbitro: | Prengel |

|             |           |            |
| Pfahler 90’ | Marcatori | 32’ Heisig |

| Arbitro: | Ronig |

|            |           |            |
| Heisig 39’ | Marcatori | 14’ Jursch |

| Arbitro: | Dardenne |

|                                             |           |                                |
| Helmig 5’ Regenbogen 45’, 61’ Abramczik 76’ | Marcatori | 31’, 43’ Heisig 88’ Sundermann |

### Coppa di Germania
| Arbitro: | Neuner |

|  |           |                                |
|  | Marcatori | 11’ Budde 58’ Winter 75’ Bruns |

## Statistiche

### Statistiche di squadra
| Competizione      | Punti | In casa | In casa | In casa | In casa | In casa | In casa | In trasferta | In trasferta | In trasferta | In trasferta | In trasferta | In trasferta | Totale | Totale | Totale | Totale | Totale | Totale | DR  |
| Competizione      | Punti | G       | V       | N       | P       | Gf      | Gs      | G            | V            | N            | P            | Gf           | Gs           | G      | V      | N      | P      | Gf     | Gs     | DR  |
| ----------------- | ----- | ------- | ------- | ------- | ------- | ------- | ------- | ------------ | ------------ | ------------ | ------------ | ------------ | ------------ | ------ | ------ | ------ | ------ | ------ | ------ | --- |
| 2. Bundesliga     | 38    | 19      | 9       | 8       | 2       | 34      | 16      | 19           | 3            | 6            | 10           | 19           | 27           | 38     | 12     | 14     | 12     | 53     | 43     | +10 |
| Coppa di Germania | -     | 1       | 0       | 0       | 1       | 0       | 3       | 0            | 0            | 0            | 0            | 0            | 0            | 1      | 0      | 0      | 1      | 0      | 3      | -3  |
| Totale            | 38    | 20      | 9       | 8       | 3       | 34      | 19      | 19           | 3            | 6            | 10           | 19           | 27           | 39     | 12     | 14     | 13     | 53     | 46     | +7  |

### Andamento in campionato
| Giornata  | 1  | 2  | 3  | 4  | 5  | 6  | 7  | 8  | 9  | 10 | 11 | 12 | 13 | 14 | 15 | 16 | 17 | 18 | 19 | 20 | 21 | 22 | 23 | 24 | 25 | 26 | 27 | 28 | 29 | 30 | 31 | 32 | 33 | 34 | 35 | 36 | 37 | 38 |
| --------- | -- | -- | -- | -- | -- | -- | -- | -- | -- | -- | -- | -- | -- | -- | -- | -- | -- | -- | -- | -- | -- | -- | -- | -- | -- | -- | -- | -- | -- | -- | -- | -- | -- | -- | -- | -- | -- | -- |
| Luogo     | T  | C  | T  | C  | T  | C  | T  | C  | T  | C  | T  | C  | C  | T  | C  | T  | C  | T  | C  | C  | T  | C  | T  | C  | T  | C  | T  | C  | T  | C  | T  | T  | C  | T  | C  | T  | C  | T  |
| Risultato | P  | V  | P  | P  | P  | P  | V  | N  | N  | V  | P  | V  | N  | P  | V  | N  | N  | V  | V  | V  | P  | N  | P  | N  | P  | V  | N  | N  | P  | N  | V  | N  | V  | N  | V  | N  | N  | P  |
| Posizione | 17 | 10 | 15 | 17 | 20 | 20 | 18 | 18 | 16 | 14 | 17 | 14 | 13 | 15 | 13 | 11 | 11 | 9  | 9  | 8  | 8  | 8  | 9  | 9  | 11 | 9  | 9  | 9  | 12 | 11 | 8  | 8  | 8  | 7  | 7  | 7  | 7  | 8  |

Legenda:

Luogo: C = Casa; T = Trasferta. Risultato: V = Vittoria; N = Pareggio; P = Sconfitta.

### Statistiche dei giocatori
| Giocatore      | 2. Bundesliga | 2. Bundesliga | 2. Bundesliga | 2. Bundesliga | Coppa di Germania | Coppa di Germania | Coppa di Germania | Coppa di Germania | Totale   | Totale | Totale      | Totale     |
| Giocatore      | Presenze      | Reti          | Ammonizioni   | Espulsioni    | Presenze          | Reti              | Ammonizioni       | Espulsioni        | Presenze | Reti   | Ammonizioni | Espulsioni |
| -------------- | ------------- | ------------- | ------------- | ------------- | ----------------- | ----------------- | ----------------- | ----------------- | -------- | ------ | ----------- | ---------- |
| H. Biçici      | 25            | 1             | 4             | 0             | 1                 | 0                 | 0                 | 0                 | 26       | 1      | 4           | 0          |
| B. Dierßen     | 5             | 1             | 0             | 0             | 0                 | 0                 | 0                 | 0                 | 5        | 1      | 0           | 0          |
| U. Eckel       | 10            | 3             | 2             | 0             | 0                 | 0                 | 0                 | 0                 | 10       | 3      | 2           | 0          |
| K. Geils       | 35            | 1             | 7             | 0             | 1                 | 0                 | 0                 | 0                 | 36       | 1      | 7           | 0          |
| M. Groth       | 32            | 1             | 2             | 0             | 1                 | 0                 | 0                 | 0                 | 33       | 1      | 2           | 0          |
| B. Heemsoth    | 20            | 2             | 1             | 0             | 0                 | 0                 | 0                 | 0                 | 20       | 2      | 1           | 0          |
| M. Heidenreich | 11            | 0             | 1             | 0             | 0                 | 0                 | 0                 | 0                 | 11       | 0      | 1           | 0          |
| J. Heisig      | 35            | 13            | 3             | 0             | 1                 | 0                 | 0                 | 0                 | 36       | 13     | 3           | 0          |
| B. Hellberg    | 10            | 1             | 0             | 0             | 0                 | 0                 | 0                 | 0                 | 10       | 1      | 0           | 0          |
| M. Kuhlmey     | 26            | 1             | 5             | 1             | 0                 | 0                 | 0                 | 0                 | 26       | 1      | 5           | 1          |
| M. Köpper      | 30            | 2             | 9             | 0             | 1                 | 0                 | 0                 | 0                 | 31       | 2      | 9           | 0          |
| N. Marmon      | 13            | 0             | 2             | 0             | 1                 | 0                 | 1                 | 0                 | 14       | 0      | 3           | 0          |
| N. Maâloul     | 21            | 2             | 2             | 0             | 1                 | 0                 | 0                 | 0                 | 22       | 2      | 2           | 0          |
| A. Nagel       | 4             | 0             | 0             | 0             | 0                 | 0                 | 0                 | 0                 | 4        | 0      | 0           | 0          |
| C. Orkas       | 15            | 0             | 1             | 0             | 0                 | 0                 | 0                 | 0                 | 15       | 0      | 1           | 0          |
| F. Pagelsdorf  | 22            | 5             | 4             | 0             | 1                 | 0                 | 0                 | 0                 | 23       | 5      | 4           | 0          |
| J. Prange      | 26            | 1             | 7             | 0             | 1                 | 0                 | 0                 | 0                 | 27       | 1      | 7           | 0          |
| P. Radojewski  | 15            | 3             | 0             | 0             | 0                 | 0                 | 0                 | 0                 | 15       | 3      | 0           | 0          |
| S. Reich       | 14            | 9             | 2             | 1             | 1                 | 0                 | 0                 | 0                 | 15       | 9      | 2           | 1          |
| J. Sievers     | 34            | 0             | 1             | 0             | 1                 | 0                 | 0                 | 0                 | 35       | 0      | 1           | 0          |
| A. Sundermann  | 28            | 2             | 5             | 0             | 0                 | 0                 | 0                 | 0                 | 28       | 2      | 5           | 0          |
| K. Surmann     | 26            | 0             | 5             | 0             | 1                 | 0                 | 0                 | 0                 | 27       | 0      | 5           | 0          |
| N. Weiland     | 3             | 2             | 0             | 0             | 0                 | 0                 | 0                 | 0                 | 3        | 2      | 0           | 0          |
| R. Wójcicki    | 26            | 2             | 3             | 0             | 1                 | 0                 | 1                 | 0                 | 27       | 2      | 4           | 0          |
| M. Zimmerling  | 7             | 1             | 1             | 0             | 0                 | 0                 | 0                 | 0                 | 7        | 1      | 1           | 0          |